# Хлиманков, Александр Анатольевич
Алекса́ндр Анато́льевич Хлиманко́в (род. 22 ноября 1963 года, Карл-Маркс-Штадт, Германия) — российский врач и политик. Заслуженный врач Российской Федерации, главный врач Брянской городской больницы № 2, главный анестезиолог-реаниматолог города Брянска. Глава города Брянска, председатель Брянского городского Совета народных депутатов с 1 октября 2014 года по 26 сентября 2019 года.

## Биография
Александр Хлиманков родился в семье военнослужащего.
В 1987 году окончил Смоленский государственный медицинский институт. Начал трудовую деятельность врачом-хирургом в Смоленской городской больнице № 1, позднее работал в Кировской районной больнице Калужской области.
С 1990 по 1992 годы Александр Хлиманков проходил действительную военную службу, возглавлял медицинскую службу отдельного батальона.
С 1992 года работал врачом-анестезиологом-реаниматологом в Брянской городской больнице № 2. С 1996 года — заведующий отделения анестезиологии-реанимации. С января 2007 года по декабрь 2008 года — заместитель главного врача по лечебной работе. На протяжении 10 лет главный анестезиолог-реаниматолог города Брянска. С марта 2009 — главный врач больницы № 2.
По результатам муниципальных выборов 14 сентября 2014 года вошёл в состав Брянского городского Совета народных депутатов V созыва.
1 октября 2014 года Александр Хлиманков единогласно избран председателем Брянского городского Совета народных депутатов и главой города Брянска.
26 сентября 2019 года по собственному желанию сложил мандат депутата.
3 октября 2019 года назначен главным врачом Брянской городской больницы № 2.
В 2020 году в рейтинге «100 самых влиятельных людей в Брянской области» занял 67 место.

## Награды
В 2007 году награждён нагрудным знаком «Отличнику здравоохранения».
В 2012 году присвоено почётное звание Заслуженный врач Российской Федерации.
В 2012 году награждён медалью «За вклад в развитие города Брянска».
В 2018 году награждён медалью «Памяти героев Отечества».
В 2018 году награждён медалью «За заслуги перед городом Брянском I степени».